# Старково (Великоустюгский район)
Старково — деревня в Великоустюгском районе Вологодской области.
Входит в состав Трегубовского сельского поселения, с точки зрения административно-территориального деления — в Трегубовский сельсовет.
Расстояние по автодороге до районного центра Великого Устюга — 24 км, до центра муниципального образования Морозовицы — 13,5 км. Ближайшие населённые пункты — Калинино, Кременье, Щекино, Оленниково, Ширяево.
По переписи 2002 года население — 81 человек (47 мужчин, 34 женщины). Всё население — русские.